# Little Things
Little Things är det brittiska-irländska pojkbandet One Directions andra singel från deras andra studioalbum Take Me Home. Singeln släpptes officiellt den 29 oktober 2012 och den 2 november 2012 släpptes låtens musikvideo ut på Youtube.